# Mořská louka

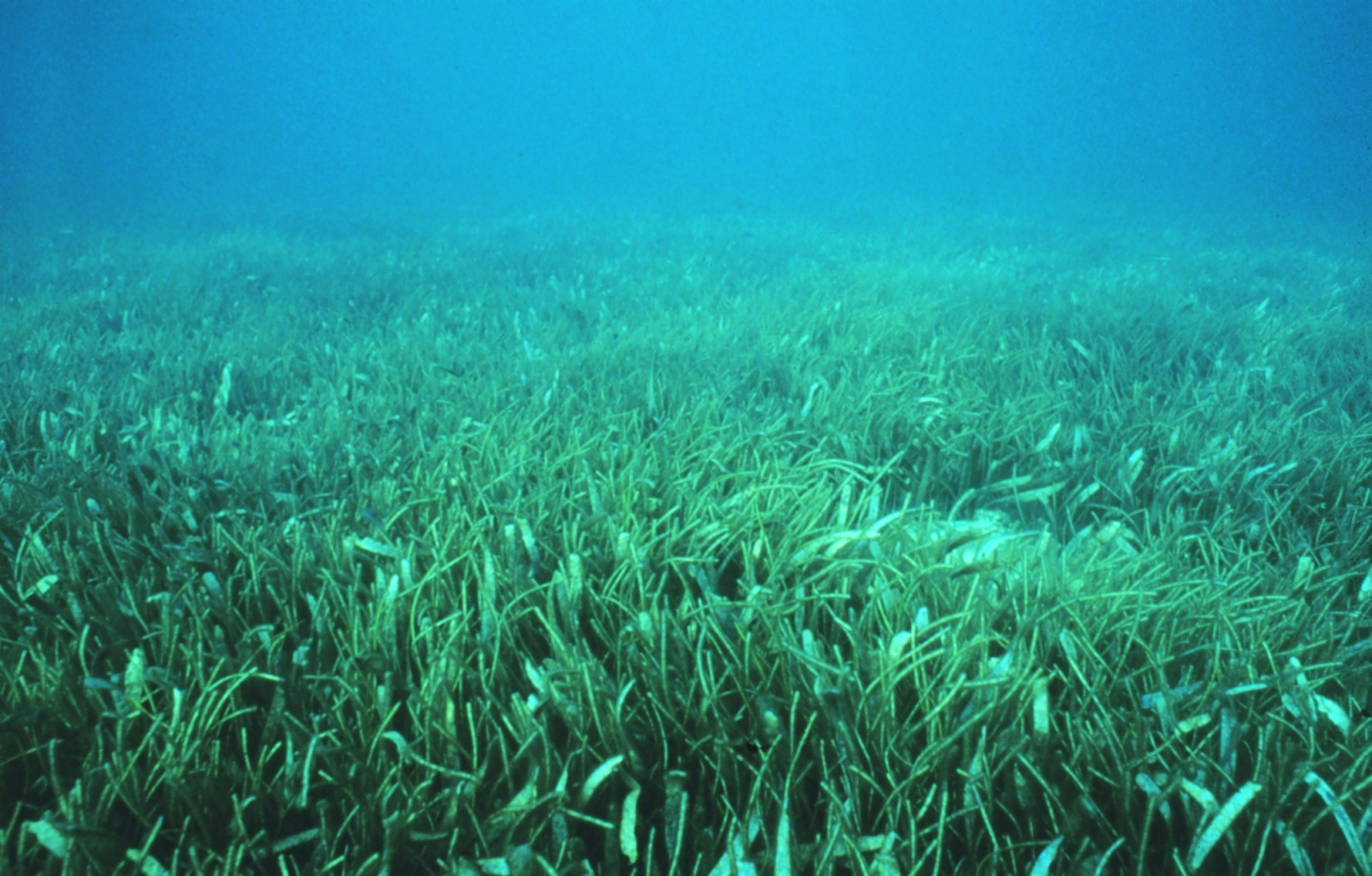
Mořská louka

Mořská louka nebo také někdy les mořské trávy je typ ekosystému v mělkých mořích všech kontinentů kromě Antarktidy založený na souvislých porostech mořských trav, jednoděložných rostlin rostoucích ve slané vodě.

## Ekologický význam
Porosty trav v mělkém moři poskytují potravu býložravcům, například želvám nebo kapustňákům. Využívají je s výhodou ryby, které se skrývají v travinách tlumících zvuky před echolokací některých savců. Mnoho druhů je využívá k úkrytu během rozmnožování. Jsou to tak druhově jedny z nejbohatších mořských ekosystémů, které hrají v ekologii moří velmi důležitou roli. Se současným úbytkem trav jsou v existenciálním ohrožení také mnohé druhy ryb, což má i zásadní význam pro udržení rybolovu. Kromě ryb tyto ekosystémy obývají další stovky druhů, například i chobotnice nebo sépie.
Pro lidskou populaci je důležité, že poskytují útočiště i treskám, nejvíce lovenému druhu ryb, nebo dalším tržním rybám. Přestože pokrytí oceánů mořskými lukami je velmi malé, jejich význam pro lidský rybolov je velmi významný.
Další význam těchto porostů je v absorpci uhlíku, který absorbují 35 krát rychleji než tropické deštné pralesy. Ačkoliv pokrývají jen 0,2 procent mořského dna, desetina uhlíku je v oceánech pohlcena právě jejich zásluhou. Uhlík navíc ukládají především do kořenů, takže zůstává pod zemí i po jejich odumření.
Porosty mořských trav také chrání pobřeží před erozí při bouřích.

## Ohrožení
Mořské louky ohrožuje v současnosti především lidská činnost. Znečištění vod hnojivy například zapříčiňuje snížení světelné propustnosti vody a pomalejší růst trav, nebo stresované trávy sice vypadají zdravě, často pak ale náhle kolabují.
Časté je ale také mýcení trávnatých porostů kvůli výstavbě infrastruktury, jako jsou hráze nebo mořské valy. V určitých oblastech jsou tyto porosty během výstavby chráněny a podléhají pravidlům obnovy nebo náhradní výsadby, pokud jsou poničeny. Evropská unie si například dala za cíl takto chránit 30 procent své mořské oblasti. Přes 70 zemí usiluje, aby se cíl chránit třetinu mořských vod do roku 2030 stal součástí Úmluvy OSN o biologické rozmanitosti. V praxi ale ochrana v EU zatím až příliš často nefunguje, protože náhradní výsadba často probíhá do nepřirozeného prostředí.
Další lidský vliv je například poškozením trav nad nimi kotvícími loděmi nebo vlečením sítí přes ně při lovu ryb.
Některé druhy mořských trav, zvláště ty, které jsou už na hranici své tepelné tolerance, ohrožuje také globální změna klimatu. Kromě zvyšování teploty oceánů nebo její větší rozkolísanosti v konkrétních místech je stresovým faktorem také zvyšování kyselosti vody. Velmi ohrožené jsou trávy v Arktidě, kde se očekává nejrychlejší oteplování i rychlé okyselování. Kyselostí trpí především korálové řasy žijící v těchto ekosystémech a obsahující struktury uhličitanu vápenátého.
U ploch tvořených druhem posidonie mořské například došlo podle výsledků jedné ze studií mezi lety 1842 a 2009 k úbytku rozlohy jejího životního areálu o 13 až 50 procent, zbylé porosty jsou výrazně řidší a fragmentované. Další studie vypočítala současný úbytek všech mořských trav na 7 procent ročně.
Ubývá i luk tvořených druhem vocha čili úhoří tráva. Kromě lidské činnosti je ohrožuje i rozvoj tzv. chřadnoucí nemoci, kterou způsobuje druh řasovek Labyrinthulomycete Labyrinthula nebo rody Phytophthora a Halophytophthora. Řasovky jsou schopny žít na suchu i ve vodě a chovají se podobně jako houby, na trávách působí léze a snížení klíčivosti jejich semen.